# غاري ميلز
غاري ميلز (بالإنجليزية: Gary Mills)‏ (20 مايو 1981 في المملكة المتحدة - ) هو مدرب كرة قدم ولاعب كرة قدم بريطاني في مركز الوسط. لعب مع روشدين ودايموندز وستيفيناغ بوروه وفوريست غرين ونادي كرولي تاون ونادي كيترينغ تاون وKing's Lynn Town F.C. ‏ ولينكولن سيتي أف سي ونادي مانسفيلد تاون ونونيتون بورو ‏ ونادي تاموورث ونادي باث سيتي ونادي بوسطن يونايتد.

## وصلات خارجية
- غاري ميلز على موقع قاعدة بيانات كرة القدم.إي يو (الإنجليزية)
- غاري ميلز على موقع Soccerbase.com (لاعب) (الإنجليزية)